# Oberleitungsinselanlage
Eine Oberleitungsinselanlage (OLIA) ist eine Anlage mit einem kurzen Oberleitungsabschnitt in einem Bahnhof oder auf der freien Strecke, die von nicht elektrifizierten Strecken umschlossen ist. Sie dient dazu, die Akkus von Akkumulatortriebzügen zu laden, wenn ein nicht elektrifizierter Streckenabschnitt nur mit einer Nachladung zurückgelegt werden kann.
Mehrere SPNV-Aufgabenträger in Deutschland planten ab Beginn der 2020er-Jahre die Umsetzung von Oberleitungsinselanlagen. Seit 2024 sind die ersten Anlagen im regulären Betrieb.

## Funktion
Die Hauptfunktion der Oberleitungsinselanlagen (OLIA) besteht darin, eine flexible und effiziente Lösung für die Energieversorgung von akkubetriebenen Zügen zu bieten. Durch die Installation von OLIA an strategischen Punkten entlang der Bahnstrecke können die Züge ihre Batterien nachladen, ohne dass eine vollständige Elektrifizierung der gesamten Strecke erforderlich ist. Dies reduziert die Notwendigkeit für umfangreiche Infrastrukturinvestitionen und ermöglicht gleichzeitig einen umweltfreundlicheren und leiseren Bahnverkehr, indem Dieseltriebwagen durch akkubetriebene Züge ersetzt werden.
Eine OLIA kann sowohl für das Laden im Stand als auch während der Fahrt konzipiert sein. Im Falle des Ladens im Stand wird die Oberleitungsinselanlage typischerweise an Bahnhöfen installiert, wo die Züge während ihrer regulären Aufenthaltszeiten ohne zusätzlichen Zeitverlust aufgeladen werden können. Für das Laden während der Fahrt werden kurze Oberleitungsabschnitte auf der freien Strecke eingerichtet, durch die die Züge fahren und dabei ihre Batterien nachladen. Die technische Ausführung der OLIA muss dabei so gestaltet sein, dass eine sichere und effiziente Energieübertragung sowohl im Stillstand als auch bei Bewegung des Zuges gewährleistet ist.

## Einsatz

### Deutschland

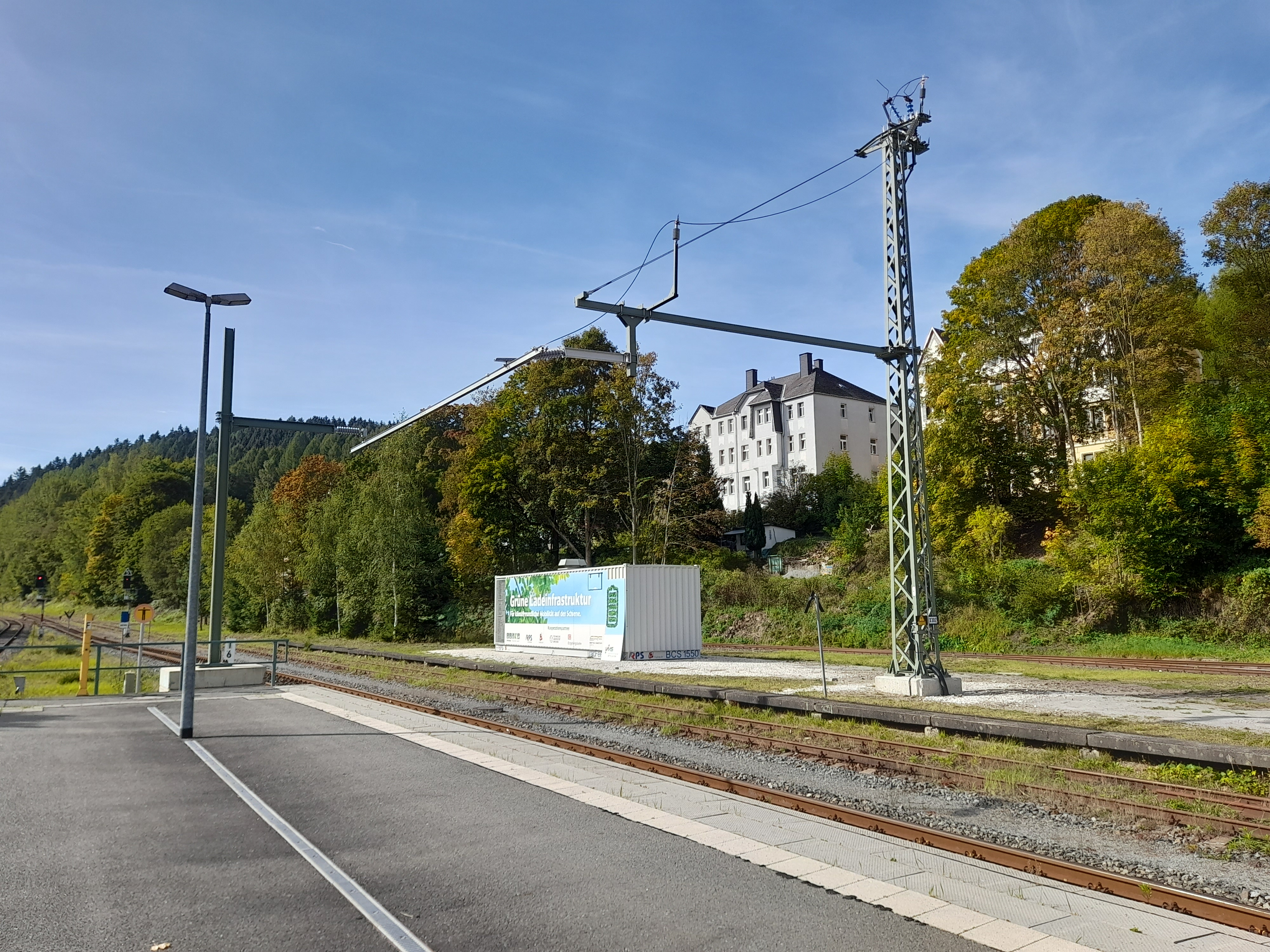
Bahnhof Annaberg-Buchholz Süd, mobile Ladestation für Akkuzüge (2023)

Der erste Prototyp für eine solche Anlage befindet sich in Ammerbuch-Pfäffingen an der Ammertalbahn. Die Station kann Züge im Stand mit einer Spannung von 15 oder 25 kV, 50 Hz und einer Ladeleistung von bis zu 1,2 MW mit Strom versorgen. Dafür wird eine Oberleitungsstromschiene und der Stromabnehmer des Batteriefahrzeugs verwendet. Die Anlage wird von VOLTAP betrieben, einer Kooperation der Stadtwerke Tübingen und Furrer+Frey. Im Oktober 2021 wurde ein erfolgreicher Test für die Schnellladung eines Zuges durchgeführt. Im Dezember 2022 wurde die durchgängige Elektrifizierung der Ammertalbahn in Betrieb genommen. Die OLIA befindet sich oberhalb eines Nebengleises, welches nicht elektrifiziert wurde.
Im Bahnhof Annaberg-Buchholz Süd wurde 2023 eine Anlage in Betrieb genommen. Diese weicht technisch von herkömmlichen Ladeunterwerken mit Vollumrichtern ab. Die Anlage in Annaberg-Buchholz verfügt über einen Transformator, über den Akkuzüge einphasig mit 50 Hz geladen werden können. Da die einphasige Last das speisende dreiphasige 50-Hz-Netz asymmetrisch und das die technischen Anschlussbedingungen verletzen würde, verfügt die Anlage über einen Symmetrierumrichter. Der Symmetrierumrichter ist über eine Hilfswicklung in den magnetischen Kreis des Transformators eingebunden und kann so die Energieverteilung auf die drei Phasen des speisenden Netzes beeinflussen, d. h. die einphasige Last auf das dreiphasige speisende Netz symmetrieren. Der Symmetrierumrichter stellt eine Kompensationsblindleistung aus angeschlossenen Kondensatoren geregelt zur Verfügung, welche die durch die einphasige Last verursachten Gegensystemanteile im Netzstrom kompensiert. Im Unterschied zu Vollumrichtern erfolgt nicht der gesamte Leistungsfluss für die Ladung der Akkuzüge über den Symmetrierumrichter und es ist auch keine Umformung der speisenden Spannung (~3, 50 Hz) in eine andere Ladespannung (~1, 50 Hz) durch den Symmetrierumrichter notwendig, da mit 50 Hz geladen wird. Dadurch ist die Bauform von Symmetrierumrichtern kleiner als die von Vollumrichtern.
In Deutschland begann der Bau erster serienmäßiger Oberleitungsinselanlagen in den Bahnhöfen Tönning, Heide (Holst) und Husum in Schleswig-Holstein, die im Februar 2024 den Testbetrieb aufnahmen. Im 2024 eröffneten Bahnbetriebswerk Rendsburg entstand ebenfalls eine Oberleitungsinselanlage. Die dort errichteten Ladeunterwerke werden aus dem 50-Hz-Drehstromnetz gespeist und verfügen über Vollumrichter zum einphasigen Laden von Akkuzügen mit 16,7 Hz.
Die Vorplanungen zu fünf weiteren Anlagen mit geplanter Errichtung bis Ende 2026 im Süden von Rheinland-Pfalz in den Bahnhöfen Winden (Pfalz), Landau (Pfalz) Hauptbahnhof, Kusel und Lauterecken-Grumbach sowie vom Bahnhof Pirmasens Nord über die Biebermühlbahn bis zum Fehrbacher Tunnel sind abgeschlossen.
Für eine ursprünglich bis 2025 zu erstellende Anlage in Kleve in Nordrhein-Westfalen hat die Vorplanung begonnen. Inzwischen wird der Dezember 2028 als Termin für eine Inbetriebnahme genannt.
In Niedersachsen plant die Landesnahverkehrsgesellschaft Niedersachsen in den Bahnhöfen die Errichtung von OLIA oder kurzen Streckenelektrifizierungen unter anderem in den Bahnhöfen Soltau (Han), Dannenberg Ost und Holzminden (hier weitergehend bis Höxter Rathaus auf der Bahnstrecke Langeland–Kreiensen). Als Teilnetz Nordharz wird ein rund 35 Kilometer großes Inselnetz im Dreieck zwischen den Bahnhöfen Goslar, Bad Harzburg und Vienenburg bezeichnet. Die Umsetzung dieser Anlagen ist bis etwa zum Jahr 2030 vorgesehen. Die Oberleitungsinsel in Soltau (Elektrifizierung der Bahnstrecke Uelzen–Langwedel und gegebenenfalls der Heidebahn) und das Teilnetz Nordharz (Elektrifizierung der Bahnstrecke Hildesheim–Goslar) sollen jedoch langfristig in das bestehende Netz von Bahnstrecken mit Oberleitung eingebunden werden.
In Nordrhein-Westfalen sollen laut den Planungen des Zweckverbands Nahverkehr Westfalen-Lippe in den Bahnhöfen Brilon Stadt, Erndtebrück und Lüdenscheid-Brügge bis 2032 Oberleitungsinselanlagen entstehen. Perspektivisch sollen rund 21 Kilometer der Oberen Ruhrtalbahn zwischen den Bahnhöfen Bestwig und Hoppecke als Insel elektrifiziert werden. Es wäre damit den aktuellen Planungen nach das langfristig längste Inselnetz in Deutschland ohne geplante Anbindung an andere elektrifizierte Strecken.

### Andere Staaten
In Tschechien plant der Betreiber der Eisenbahninfrastruktur, SŽCZ, entsprechende Einrichtungen in den Bahnhöfen Krnov, Štramberk, Budišov und Frýdek-Místek. Die Ausrüstung ist weitgehend in Containern untergebracht, die so unproblematisch an andere Stellen transportiert und dort eingesetzt werden kann, wenn die Strecke an ihrem ursprünglichen Standort elektrifiziert worden ist. Die Stromversorgung erfolgt über das öffentliche Dreiphasennetz mit 22 kV.
In Litauen plant die LTG Infra die erste Oberleitungsinselanlage des Landes in Varėna an der Bahnstrecke Vilnius–Marcinkonys, zum Laden wendender Züge, mit einer Leistung von 2 bis 2,5 MW. Die Stromversorgung erfolgt über das öffentliche Dreiphasennetz mit 10 kV.

## Vorteile und Herausforderungen
Diese Anlagen können dazu beitragen, die Energieeffizienz zu steigern, indem sie eine kontinuierliche Energieversorgung sicherstellen, was besonders auf längeren oder abgelegenen Streckenabschnitten vorteilhaft ist. OLIA können relativ einfach in bestehende Bahninfrastrukturen integriert werden, ohne dass umfangreiche Umbauten oder Neukonstruktionen erforderlich sind. Dies erleichtert die schrittweise Modernisierung und Elektrifizierung von Bahnnetzen.
Gleichzeitig stellen Planung und Installation von OLIA technische und regulatorische Herausforderungen dar, insbesondere im Hinblick auf die elektromagnetische Verträglichkeit und die Sicherheit des Bahnverkehrs. Die Einordnung von OLIA als Anlagen zur streckenbezogenen Versorgung mit Fahrstrom erfordert eine umfassende Verantwortungszuweisung an den Betreiber der Schienenwege und eine klare Regelung der Zugangs- und Nutzungsbedingungen. Die Installation ist mit erheblichen Investitionskosten verbunden und stellt häufig für viele Bahnunternehmen und öffentliche Verkehrsbetriebe eine hohe finanzielle Belastung dar.